# Apamea adela
Apamea adela är en fjärilsart som beskrevs av George Francis Hampson 1902. Apamea adela ingår i släktet Apamea och familjen nattflyn. Inga underarter finns listade i Catalogue of Life.